# Danh sách tiểu hành tinh: 901–1000
| Tên               | Tên đầu tiên | Ngày phát hiện       | Nơi phát hiện        | Người phát hiện   |
| ----------------- | ------------ | -------------------- | -------------------- | ----------------- |
| 901 Brunsia       | 19 EE        | 30 tháng 8 năm 1918  | Heidelberg           | M. F. Wolf        |
| 902 Probitas      | 1918 EJ      | 3 tháng 9 năm 1918   | Vienna               | J. Palisa         |
| 903 Nealley       | 1918 EM      | 13 tháng 9 năm 1918  | Vienna               | J. Palisa         |
| 904 Rockefellia   | 1918 EO      | 29 tháng 10 năm 1918 | Heidelberg           | M. F. Wolf        |
| 905 Universitas   | 1918 ES      | 30 tháng 10 năm 1918 | Hamburg-Bergedorf    | A. Schwassmann    |
| 906 Repsolda      | 1918 ET      | 30 tháng 10 năm 1918 | Hamburg-Bergedorf    | A. Schwassmann    |
| 907 Rhoda         | 1918 EU      | 12 tháng 11 năm 1918 | Heidelberg           | M. F. Wolf        |
| 908 Buda          | 1918 EX      | 30 tháng 11 năm 1918 | Heidelberg           | M. F. Wolf        |
| 909 Ulla          | 1919 FA      | 7 tháng 2 năm 1919   | Heidelberg           | K. Reinmuth       |
| 910 Anneliese     | 1919 FB      | 1 tháng 3 năm 1919   | Heidelberg           | K. Reinmuth       |
| 911 Agamemnon     | 1919 FD      | 19 tháng 3 năm 1919  | Heidelberg           | K. Reinmuth       |
| 912 Maritima      | 1919 FJ      | 27 tháng 4 năm 1919  | Hamburg-Bergedorf    | A. Schwassmann    |
| 913 Otila         | 1919 FL      | 19 tháng 5 năm 1919  | Heidelberg           | K. Reinmuth       |
| 914 Palisana      | 1919 FN      | 4 tháng 7 năm 1919   | Heidelberg           | M. F. Wolf        |
| 915 Cosette       | 1918 b       | 14 tháng 12 năm 1918 | Algiers              | F. Gonnessiat     |
| 916 America       | 1915 S1      | 7 tháng 8 năm 1915   | Crimea-Simeis        | G. N. Neujmin     |
| 917 Lyka          | 1915 S4      | 5 tháng 9 năm 1915   | Crimea-Simeis        | G. N. Neujmin     |
| 918 Itha          | 1919 FR      | 22 tháng 8 năm 1919  | Heidelberg           | K. Reinmuth       |
| 919 Ilsebill      | 1918 EQ      | 30 tháng 10 năm 1918 | Heidelberg           | M. F. Wolf        |
| 920 Rogeria       | 1919 FT      | 1 tháng 9 năm 1919   | Heidelberg           | K. Reinmuth       |
| 921 Jovita        | 1919 FV      | 4 tháng 9 năm 1919   | Heidelberg           | K. Reinmuth       |
| 922 Schlutia      | 1919 FW      | 18 tháng 9 năm 1919  | Heidelberg           | K. Reinmuth       |
| 923 Herluga       | 1919 GB      | 30 tháng 9 năm 1919  | Heidelberg           | K. Reinmuth       |
| 924 Toni          | 1919 GC      | 20 tháng 10 năm 1919 | Heidelberg           | K. Reinmuth       |
| 925 Alphonsina    | 1920 GM      | 13 tháng 1 năm 1920  | Barcelona            | J. Comas Solá     |
| 926 Imhilde       | 1920 GN      | 15 tháng 2 năm 1920  | Heidelberg           | K. Reinmuth       |
| 927 Ratisbona     | 1920 GO      | 16 tháng 2 năm 1920  | Heidelberg           | M. F. Wolf        |
| 928 Hildrun       | 1920 GP      | 23 tháng 2 năm 1920  | Heidelberg           | K. Reinmuth       |
| 929 Algunde       | 1920 GR      | 10 tháng 3 năm 1920  | Heidelberg           | K. Reinmuth       |
| 930 Westphalia    | 1920 GS      | 10 tháng 3 năm 1920  | Hamburg-Bergedorf    | W. Baade          |
| 931 Whittemora    | 1920 GU      | 19 tháng 3 năm 1920  | Algiers              | F. Gonnessiat     |
| 932 Hooveria      | 1920 GV      | 23 tháng 3 năm 1920  | Vienna               | J. Palisa         |
| 933 Susi          | 1927 CH      | 10 tháng 2 năm 1927  | Heidelberg           | K. Reinmuth       |
| 934 Thüringia     | 1920 HK      | 15 tháng 8 năm 1920  | Hamburg-Bergedorf    | W. Baade          |
| 935 Clivia        | 1920 HM      | 7 tháng 9 năm 1920   | Heidelberg           | K. Reinmuth       |
| 936 Kunigunde     | 1920 HN      | 8 tháng 9 năm 1920   | Heidelberg           | K. Reinmuth       |
| 937 Bethgea       | 1920 HO      | 12 tháng 9 năm 1920  | Heidelberg           | K. Reinmuth       |
| 938 Chlosinde     | 1920 HQ      | 9 tháng 9 năm 1920   | Heidelberg           | K. Reinmuth       |
| 939 Isberga       | 1920 HR      | 4 tháng 10 năm 1920  | Heidelberg           | K. Reinmuth       |
| 940 Kordula       | 1920 HT      | 10 tháng 10 năm 1920 | Heidelberg           | K. Reinmuth       |
| 941 Murray        | 1920 HV      | 10 tháng 10 năm 1920 | Vienna               | J. Palisa         |
| 942 Romilda       | 1920 HW      | 11 tháng 10 năm 1920 | Heidelberg           | K. Reinmuth       |
| 943 Begonia       | 1920 HX      | 20 tháng 10 năm 1920 | Heidelberg           | K. Reinmuth       |
| 944 Hidalgo       | 1920 HZ      | 31 tháng 10 năm 1920 | Hamburg-Bergedorf    | W. Baade          |
| 945 Barcelona     | 1921 JB      | 3 tháng 2 năm 1921   | Barcelona            | J. Comas Solá     |
| 946 Poësia        | 1921 JC      | 11 tháng 2 năm 1921  | Heidelberg           | M. F. Wolf        |
| 947 Monterosa     | 1921 JD      | 8 tháng 2 năm 1921   | Hamburg-Bergedorf    | A. Schwassmann    |
| 948 Jucunda       | 1921 JE      | 3 tháng 3 năm 1921   | Heidelberg           | K. Reinmuth       |
| 949 Hel           | 1921 JK      | 11 tháng 3 năm 1921  | Heidelberg           | M. F. Wolf        |
| 950 Ahrensa       | 1921 JP      | 1 tháng 4 năm 1921   | Heidelberg           | K. Reinmuth       |
| 951 Gaspra        | 1916 S45     | 30 tháng 7 năm 1916  | Crimea-Simeis        | G. N. Neujmin     |
| 952 Caia          | 1916 S61     | 27 tháng 10 năm 1916 | Crimea-Simeis        | G. N. Neujmin     |
| 953 Painleva      | 1921 JT      | 29 tháng 4 năm 1921  | Algiers              | B. Jekhovsky      |
| 954 Li            | 1921 JU      | 4 tháng 8 năm 1921   | Heidelberg           | K. Reinmuth       |
| 955 Alstede       | 1921 JV      | 5 tháng 8 năm 1921   | Heidelberg           | K. Reinmuth       |
| 956 Elisa         | 1921 JW      | 8 tháng 8 năm 1921   | Heidelberg           | K. Reinmuth       |
| 957 Camelia       | 1921 JX      | 7 tháng 9 năm 1921   | Heidelberg           | K. Reinmuth       |
| 958 Asplinda      | 1921 KC      | 28 tháng 9 năm 1921  | Heidelberg           | K. Reinmuth       |
| 959 Arne          | 1921 KF      | 30 tháng 9 năm 1921  | Heidelberg           | K. Reinmuth       |
| 960 Birgit        | 1921 KH      | 1 tháng 10 năm 1921  | Heidelberg           | K. Reinmuth       |
| 961 Gunnie        | 1921 KM      | 10 tháng 10 năm 1921 | Heidelberg           | K. Reinmuth       |
| 962 Aslög         | 1921 KP      | 25 tháng 10 năm 1921 | Heidelberg           | K. Reinmuth       |
| 963 Iduberga      | 1921 KR      | 16 tháng 10 năm 1921 | Heidelberg           | K. Reinmuth       |
| 964 Subamara      | 1921 KS      | 27 tháng 10 năm 1921 | Vienna               | J. Palisa         |
| 965 Angelica      | 1921 KT      | 4 tháng 11 năm 1921  | La Plata Observatory | J. Hartmann       |
| 966 Muschi        | 1921 KU      | 9 tháng 11 năm 1921  | Hamburg-Bergedorf    | W. Baade          |
| 967 Helionape     | 1921 KV      | 9 tháng 11 năm 1921  | Hamburg-Bergedorf    | W. Baade          |
| 968 Petunia       | 1921 KW      | 24 tháng 11 năm 1921 | Heidelberg           | K. Reinmuth       |
| 969 Leocadia      | 1921 KZ      | 5 tháng 11 năm 1921  | Crimea-Simeis        | S. Beljavskij     |
| 970 Primula       | 1921 LB      | 29 tháng 11 năm 1921 | Heidelberg           | K. Reinmuth       |
| 971 Alsatia       | 1921 LF      | 23 tháng 11 năm 1921 | Nice                 | A. Schaumasse     |
| 972 Cohnia        | 1922 LK      | 18 tháng 1 năm 1922  | Heidelberg           | M. F. Wolf        |
| 973 Aralia        | 1922 LR      | 18 tháng 3 năm 1922  | Heidelberg           | K. Reinmuth       |
| 974 Lioba         | 1922 LS      | 18 tháng 3 năm 1922  | Heidelberg           | K. Reinmuth       |
| 975 Perseverantia | 1922 LT      | 27 tháng 3 năm 1922  | Vienna               | J. Palisa         |
| 976 Benjamina     | 1922 LU      | 27 tháng 3 năm 1922  | Algiers              | B. Jekhovsky      |
| 977 Philippa      | 1922 LV      | 6 tháng 4 năm 1922   | Algiers              | B. Jekhovsky      |
| 978 Aidamina      | 1922 LY      | 18 tháng 5 năm 1922  | Crimea-Simeis        | S. Beljavskij     |
| 979 Ilsewa        | 1922 MC      | 29 tháng 6 năm 1922  | Heidelberg           | K. Reinmuth       |
| 980 Anacostia     | 1921 W19     | 21 tháng 11 năm 1921 | Washington           | G. H. Peters      |
| 981 Martina       | 1917 S92     | 23 tháng 9 năm 1917  | Crimea-Simeis        | S. Beljavskij     |
| 982 Franklina     | 1922 MD      | 21 tháng 5 năm 1922  | Johannesburg         | H. E. Wood        |
| 983 Gunila        | 1922 ME      | 30 tháng 7 năm 1922  | Heidelberg           | K. Reinmuth       |
| 984 Gretia        | 1922 MH      | 27 tháng 8 năm 1922  | Heidelberg           | K. Reinmuth       |
| 985 Rosina        | 1922 MO      | 14 tháng 10 năm 1922 | Heidelberg           | K. Reinmuth       |
| 986 Amelia        | 1922 MQ      | 19 tháng 10 năm 1922 | Barcelona            | J. Comas Solá     |
| 987 Wallia        | 1922 MR      | 23 tháng 10 năm 1922 | Heidelberg           | K. Reinmuth       |
| 988 Appella       | 1922 MT      | 10 tháng 11 năm 1922 | Algiers              | B. Jekhovsky      |
| 989 Schwassmannia | 1922 MW      | 18 tháng 11 năm 1922 | Hamburg-Bergedorf    | A. Schwassmann    |
| 990 Yerkes        | 1922 MZ      | 23 tháng 11 năm 1922 | Williams Bay         | G. Van Biesbroeck |
| 991 McDonalda     | 1922 NB      | 24 tháng 10 năm 1922 | Williams Bay         | O. Struve         |
| 992 Swasey        | 1922 ND      | 14 tháng 11 năm 1922 | Williams Bay         | O. Struve         |
| 993 Moultona      | 1923 NJ      | 12 tháng 1 năm 1923  | Williams Bay         | G. Van Biesbroeck |
| 994 Otthild       | 1923 NL      | 18 tháng 3 năm 1923  | Heidelberg           | K. Reinmuth       |
| 995 Sternberga    | 1923 NP      | 8 tháng 6 năm 1923   | Crimea-Simeis        | S. Beljavskij     |
| 996 Hilaritas     | 1923 NM      | 21 tháng 3 năm 1923  | Vienna               | J. Palisa         |
| 997 Priska        | 1923 NR      | 12 tháng 7 năm 1923  | Heidelberg           | K. Reinmuth       |
| 998 Bodea         | 1923 NU      | 6 tháng 8 năm 1923   | Heidelberg           | K. Reinmuth       |
| 999 Zachia        | 1923 NW      | 9 tháng 8 năm 1923   | Heidelberg           | K. Reinmuth       |
| 1000 Piazzia      | 1923 NZ      | 12 tháng 8 năm 1923  | Heidelberg           | K. Reinmuth       |